# Quatre Pièces caractéristiques pour Pianoforte
Quatre Pièces caractéristiques pour Pianoforte Opus 5 ist eine Sammlung von vier Klavierstücken von Clara Schumann, die sie Sophie von Baudissin widmete. Sie komponierte die Stücke zwischen 1833 und 1835. Im Folgejahr wurden sie in Leipzig erstmals veröffentlicht.

## Beschreibung
- I. Impromptu: Le Sabbat steht im 3/8-Takt, in a-Moll und hat die Tempobezeichnung Allegro furioso.
- II. Caprice à la Boléro steht im 3/4-Takt und enthält eine Presto-Tempobezeichnung. Das Stück steht in e-Moll und wechselt in den zwei Zwischenteilen zu E-Dur.
- III. Romance, ebenfalls im 3/4-Takt, beginnt zuerst mit einem Andante con sentimento in H-Dur. Im Verlauf, über D-Dur, übernimmt das Stück die Tonart h-Moll und das Tempo a tempo dolente.
- IV. Scene Fantastique: Le Ballet des Revenants ist ein Allegro ma non troppo, das im 4/4-Takt und ohne Tempowechsel in den 2/4-Takt wechselt. Zwischenzeitlich moduliert Schumann nach G-Dur, ehe sie nach h-Moll zurückkehrt. Im Schlussbereich wird das Tempo più moderato benutzt.

Clara Schumann spielte dieses Werk insbesondere am Anfang ihrer Karriere mit den Werken op.4 und Opus 6 zusammen. Frédéric Chopin soll eine Aufführung des Werkes gehört haben und entzückt gewesen sein.